# Cristian Servidei
Cristian Servidei (Bagnacavallo, 11 dicembre 1972) è un ex calciatore italiano, di ruolo difensore.

## Carriera
In carriera ha vestito le maglie di Roma (acquistato per 2 miliardi di lire), Ternana, Padova, Pistoiese, SPAL, Castel San Pietro, Venezia e Lecce.
Fa il suo esordio in Serie A il 27 novembre 1994, in Padova-Juventus (1-2).

## Palmarès

### Club
- Campionato italiano Serie C1: 2

SPAL: 1991-1992 (girone A)
LECCE : 1995-1996 ( girone B)
- Campionato italiano Serie C2: 1

Venezia: 2005-2006 (girone A)